# Pterostylis spathulata
Pterostylis spathulata är en orkidéart som beskrevs av Mark Alwin Clements. Pterostylis spathulata ingår i släktet Pterostylis och familjen orkidéer. Inga underarter finns listade i Catalogue of Life.